# Alejandro Fargosi
Alejandro Fargosi (Buenos Aires, 28 de noviembre de 1954) es un abogado argentino, designado Consejero de la Magistratura de la Nación entre 2010 y 2014. Actualmente forma parte del espacio Juntos por el Cambio, trabajando para Patricia Bullrich. También es cercano al macrismo, espacio político por el cual fue director del Banco Macro por la participación de la ANSES en dicha entidad.

## Trayectoria
Fargosi se recibió a los 21 años  en la Facultad de Derecho de la Universidad de Buenos Aires en 1976. El letrado forma parte del Colegio de Abogados de la Ciudad de Buenos Aires desde el año 1978. En 1986 fue elegido Prosecretario General del Colegio Público de Abogados, reelecto en 1988 y luego elegido Consejero Suplente entre 2004 y 2006.
Fargosi fue socio de Fargosi & Asociados (1978/1987), Asesor de Entel (1987/1988), primer Director de Asesoría Jurídica de Telefónica de Argentina (1990/1995), socio del Estudio de los Dres. O'Farrell (1996/1997), fundador del estudio Oyhanarte & Fargosi (1987/2010), Consejero de la Magistratura (2010/2014) y volvió a ejercer la abogacía desde 2010 (Oyhanarte & Fargosi).
A lo largo de su carrera profesional publicó unos 30 trabajos de doctrina y participó en más de 100 conferencias y debates. [cita requerida] Es miembro de varias instituciones relacionadas con la abogacía, mientras que, en el campo de la actividad colegial, acompañó a Alberto A. Spota como Prosecretario General del Colegio Público de Abogados en el período fundacional de 1986/1988, siendo reelecto para el período 1988/1990. Entre el 2004 y 2006 fue Consejero Suplente.

Alejandro Fargosi junto al constitucionalista Guillermo Chas en la USAL.

En 2010 fue elegido por el 60% de los votos de los abogados de la Capital Federal, para representarlos en el Consejo de la Magistratura del Poder Judicial de la Nación Argentina. En los años '90 Fargosi patrocinó a Aerolíneas Argentinas, privatizada por el gobierno de Carlos Menem. Fue Director de la División Jurídica de IDEA y Presidente de la Asociación Argentina del Derecho de las Telecomunicaciones. Formó parte del partido Valores para mi País, liderado por Cynthia Hotton. Fue director titular del Banco Macro S.A. para el Estado por la participación de la ANSES en dicha entidad. Actualmente forma parte del espacio Juntos por el Cambio, trabajando para Patricia Bullrich.

### Controversias
El 23 de agosto del 2021 compartió en su cuenta personal de Twitter una imagen de la diputada Myriam Bregman acompañada por las palabras "no canto el himno porque no me representa y porque soy de izquierda", una cita errónea atribuida a una frase inexistente. En esa imagen también estaba la leyenda "Myriam Bregman, militante judía del Frente de Izquierda", que la diputada consideró antisemita, calificación compartida con repudios por parte de la Asamblea Permanente por los Derechos Humanos, el Partido Obrero y el presidente Alberto Fernández.
Por su parte Fargosi, tras las críticas, borró el mensaje y dijo: "Siempre se aprende algo. Hoy aprendí que si se usa un flyer ajeno, algunos creen que se avala todo lo que dice. Es lógico. Borré un tweet porque ese flyer podía interpretarse como antisemita, algo que ni siquiera puedo concebir ni ser. Pido disculpas a quienes pude haber ofendido".